# Ceredo
Ceredo es una ciudad ubicada en el condado de Wayne en el estado estadounidense de Virginia Occidental. En el Censo de 2010 tenía una población de 1450 habitantes y una densidad poblacional de 247,61 personas por km².

## Geografía
Ceredo se encuentra ubicada en las coordenadas 38°23′38″N 82°33′0″O / 38.39389, -82.55000. Según la Oficina del Censo de los Estados Unidos, Ceredo tiene una superficie total de 5.86 km², de la cual 3.97 km² corresponden a tierra firme y (32.2%) 1.89 km² es agua.

## Demografía
Según el censo de 2010, había 1450 personas residiendo en Ceredo. La densidad de población era de 247,61 hab./km². De los 1450 habitantes, Ceredo estaba compuesto por el 98.21% blancos, el 0.14% eran afroamericanos, el 0.34% eran amerindios, el 0.07% eran asiáticos, el 0% eran isleños del Pacífico, el 0.07% eran de otras razas y el 1.17% pertenecían a dos o más razas. Del total de la población el 0.83% eran hispanos o latinos de cualquier raza.